# Gefecht bei Ölper (1761)
Europäischer Kriegsschauplatz:
Pirna* – Lobositz* – Prag* – Kolin* – Hastenbeck** – Groß-Jägersdorf* – Moys* – Hastenbeck* – Roßbach* – Breslau* – Leuthen* – Rheinberg** – Krefeld** – Domstadtl* – Olmütz* – Mehr** – Zorndorf* – Saint-Cast – Hochkirch* – Bergen** – Kay* – Minden** – Kunersdorf* – Lagos*** – Hoyerswerda* – Bucht von Quiberon*** – Maxen* – Koßdorf* – Landeshut* – Emsdorf** – Warburg** – Liegnitz* – Berlin* – Kloster Kampen** – Torgau* – Döbeln* – Vellinghausen** – Ölper** – Burkersdorf* – Reichenbach* – Freiberg*
(* Dritter Schlesischer Krieg, ** westlicher Kriegsschauplatz – Großbritannien/Kur-Hannover u. a. Alliierte gegen Frankreich, *** Seeschlacht)
Amerikanischer Kriegsschauplatz:
Siebenjähriger Krieg in Nordamerika und der Karibik
Monongahela – Lake George – Carillon – La Belle Famille – Québec – Beauport – Abraham-Ebene – Sainte-Foy – Restigouche – Tacky’s Rebellion – Belagerung von Havanna – Pontiac-Aufstand
Asiatischer Kriegsschauplatz:
Dritter Karnatischer Krieg
Kalkutta – Chandannagar – Plassey – Cuddalore – Negapatam – Condore – Madras – Masulipatam – Pondicherry I – Chinsurah – Wandiwash – Pondicherry II – Manila – Palaris-Aufstand
Das Gefecht bei Ölper fand während des Siebenjährigen Krieges zwischen französisch-sächsischen Belagerern und einem braunschweigisch-hannoverschen Entsatzheer am 13. Oktober 1761 bis spät in die Nacht statt.

## Vorgeschichte
Am 8. Oktober 1761 hatte Prinz Xaver von Sachsen mit einem sächsisch-französischen Korps Wolfenbüttel angegriffen, das zwei Tage später kapitulierte. Nun wandte sich Xavers Heer gegen Braunschweig und begann am 13. Oktober die Belagerung der Stadt. In der Stadt waren ca. 2.000 Mann unter dem Befehl des  Generalleutnants von Imhoff fest entschlossen, diese zu verteidigen. Die Belagerer wiederum bereiteten den Sturm auf die Stadt vor. Der braunschweigische Prinz Friedrich war zwei Tage zuvor von Hannover aus mit einem Entsatzheer in Richtung Braunschweig aufgebrochen.

## Verlauf
Prinz Friedrich war durch Späher über die feindliche Truppenaufstellung gut informiert. Das Gros der französisch-sächsischen Belagerer lagerte bei Riddagshausen und Broitzem, und auf dem Nußberg war starke Artillerie in Stellung gebracht. Bei Ölper war ein Detachement zum Schutz vor Entsatz von ca. 1.700 Mann aufgestellt.
In Abbensen brach Friedrichs Entsatzarmee gegen 13:00 Uhr auf und marschierte auf Ölper zu. Prinz Friedrich ließ Imhoff von der bevorstehenden Verstärkung benachrichtigen. Bei Wendezelle, das man weit nach Anbruch der Nacht erreicht hatte, wurde eine feindliche Patrouille überfallen, doch kurz vor Ölper geriet Prinz Friedrichs Vorhut in ein Gefecht mit einer Feldwache; durch die Schießerei wurden die Belagerer gewarnt. Bei diesem Scharmützel fiel der braunschweigische Generalmajor von Rothenburg.
Prinz Friedrich befahl nun, die Brücke zwischen Ölper und Braunschweig zu besetzen, und, während die französisch-sächsischen Truppen auch auf der linken Flanke von einer braunschweigischen Abteilung angegriffen wurden, rückte die Hauptarmee mit Prinz Friedrich an der Spitze direkt durch das Dorf und die umliegenden Hopfengärten auf die Feinde zu. Die Artillerie, die das braunschweigische Heer seit der Alarmierung beschossen hatte, wurde erobert, die Belagerer in die Flucht geschlagen bzw. gerieten in Gefangenschaft.
Prinz Friedrich zog unter Jubel in die Stadt Braunschweig ein. Am nächsten Tag zog sich die Belagerungsarmee des Prinzen Xaver nach Wolfenbüttel zurück. Die braunschweigischen Truppen verloren bei diesem Gefecht etwa 150 Mann, über die französisch-sächsische Seite wird berichtet, dass die Opfer höher gewesen seien, zudem seien 482 Mann gefangen worden.